# Vélo d'Or français
De Vélo d'Or français (Frans voor "Franse Gouden Fiets") is een prijs voor wielrennen, die in 1992 in het leven is geroepen door het Franse wielertijdschrift Vélo Magazine.
De prijs wordt jaarlijks uitgereikt aan de Franse wielrenner die het beste van het jaar heeft gepresteerd. De prijs wordt op hetzelfde moment uitgereikt als de "Vélo d'Or". 
Sinds 2023 is de prijs opgedeeld in twee prijzen: de Trophée Bernard Hinault voor de beste wegrenner van het jaar en de Trophée Daniel Morelon voor de beste renner in een andere wielerdiscipline.

## Winnaars Vélo d'Or français
| Jaar | Winnaar           |
| ---- | ----------------- |
| 1992 | Laurent Jalabert  |
| 1993 | Florian Rousseau  |
| 1994 | Luc Leblanc       |
| 1995 | Laurent Jalabert  |
| 1996 | Florian Rousseau  |
| 1997 | Laurent Brochard  |
| 1998 | Florian Rousseau  |
| 1999 | Laurent Gané      |
| 2000 | Félicia Ballanger |
| 2001 | Arnaud Tournant   |
| 2002 | Laurent Jalabert  |

| Jaar | Winnaar           |
| ---- | ----------------- |
| 2003 | Laurent Gané      |
| 2004 | Julien Absalon    |
| 2005 | Julien Absalon    |
| 2006 | Julien Absalon    |
| 2007 | Julien Absalon    |
| 2008 | Sylvain Chavanel  |
| 2009 | Grégory Baugé     |
| 2010 | Thomas Voeckler   |
| 2011 | Thomas Voeckler   |
| 2012 | Thomas Voeckler   |
| 2013 | Christophe Riblon |

| Jaar | Winnaar                |
| ---- | ---------------------- |
| 2014 | Jean-Christophe Péraud |
| 2015 | Thibaut Pinot          |
| 2016 | Romain Bardet          |
| 2017 | Romain Bardet          |
| 2018 | Thibaut Pinot          |
| 2019 | Julian Alaphilippe     |
| 2020 | Julian Alaphilippe     |
| 2021 | Julian Alaphilippe     |
| 2022 | Pauline Ferrand-Prévot |

## Winnaars Trophée Bernard Hinault
| Jaar | Winnaar            |
| ---- | ------------------ |
| 2023 | Christophe Laporte |

## Winnaars Trophée Daniel Morelon
| Jaar | Winnaar                |
| ---- | ---------------------- |
| 2023 | Pauline Ferrand-Prévot |